# Ahmed Muhtar Pascià
Ahmed Muhtar (turco ottomano احمد مختار پاشا; Bursa, 1º novembre 1839 – Istanbul, 21 gennaio 1919) è stato un militare e politico ottomano.
Fu un importante maresciallo ottomano e Gran Visir, che prestò servizio nelle guerre di Crimea e russo-turca.

## Biografia

### Primi anni e carriera militare
Ahmed Muhtar nacque il 1 ° novembre 1839 da una famiglia turca a Bursa nell'Impero Ottomano e fu istruito nella Mekteb-i Erkân-ı Harbiyye-i Şâhâne (Collegio militare Ottomano) di Istanbul. Suo padre era il mercante Halil Efendi. Alla fine divenne professore e poi comandante della scuola.
Nel 1856 prestò servizio come aiutante durante la guerra di Crimea. Nel 1862 fu ufficiale di stato maggiore nella disastrosa campagna montenegrina. Tra il 1870 e il 1871, represse le ribellioni nello Yemen. Ottenne i titoli di Pascià e Maresciallo e, nel 1873, fu nominato comandante del Secondo Corpo d'Armata, mantenendo la carica fino al 1876. Durante le rivolte del 1875 in Bosnia ed Erzegovina, assunse il controllo delle forze turche lì dislocate. Allo scoppio della guerra russo-turca, 1877-1878, fu il comandante delle operazioni a Erzurum. Sebbene i russi alla fine sconfissero gli ottomani nella guerra, le vittorie di Muhtar contro di loro sul fronte orientale gli valsero il titolo di Gazi ("Il vittorioso").
Nel 1879, Ahmed Muhtar Pascià fu nominato comandante della frontiera dell'Impero Ottomano con la Grecia, prima di essere inviato nel 1885 per servire come Alto Commissario ottomano in Egitto.

### Vita successiva e Gran Visierato
Ahmed Muhtar Pascià fu nominato Gran Visir nel luglio 1912 all'età di 72 anni, in gran parte a causa del suo prestigio come vecchio eroe militare. Il suo gran visierato fu il risultato degli Ufficiali Liberatori (turco: Halâskâr Zâbitân) che avevano forzato lo scioglimento del precedente governo del Comitato di Unione e Progresso (CUP) sotto il Gran Visir Mehmed Said Pascià. Gli ufficiali del Salvatore erano partigiani dell'opposizione del Partito Libertà e Accordo (noto anche come Unione Liberale o Intesa, turco: Hürriyet ve İtilâf Fırkası) che si sentì imbrogliato dopo le famigerate elezioni del 1912, note come "Elezione di club" (turco: Sopalı Seçimler), in cui il CUP aveva impiegato la frode elettorale e la violenza per guadagnare 269 dei 275 seggi alla Camera dei Deputati (turco: Meclis-i Mebusân, la camera bassa dell'Assemblea generale nazionale eletta dal popolo) lasciandone solo 6 all'opposizione.
Il gabinetto indipendente e non partitico formato da Ahmed Muhtar Pascià era conosciuto come il "Grande Gabinetto" (turco: Büyuk Kabine) perché comprendeva tre ex Gran Visir come ministri e talvolta come "Gabinetto Padre-Figlio" (turco: Baba-Oğul Kabinesi) perché includeva il figlio di Ahmed Muhtar Pascià, Mahmud Muhtar Pascià, come ministro della Marina. Poiché il Grande Gabinetto non includeva alcun membro del CUP, iniziarono a circolare voci secondo cui il governo avrebbe sciolto la Camera dei Deputati, che era dominata dal CUP dopo le elezioni fraudolente del 1912. Pochi giorni dopo che Ahmed Muhtar Pascià si insediò, gli Ufficiali del Salvatore inviarono una lettera minatoria al Presidente della Camera dei Deputati (e membro del CUP), Halil Bey, chiedendo che la Camera fosse sciolta per nuove elezioni entro 48 ore. I membri del CUP alla Camera condannarono e censurato questa minaccia. Tuttavia, grazie ad una legge passata al Senato, Ahmed Muhtar Pascià riuscì, con il sostegno del sultano, a sciogliere la Camera con facilità il 5 agosto.
Dopo lo scioglimento della Camera, la prima guerra balcanica scoppiò all'inizio dell'ottobre 1912, cogliendo di sorpresa l'amministrazione di Ahmed Muhtar Pascià. La legge marziale fu dichiarata e Ahmed Muhtar Pascià si dimese da Gran Visir il 29 ottobre dopo soli quattro mesi dalla sua nomina.

### Morte
Ahmed Muhtar Pascià morì a Istanbul il 21 gennaio 1919 all'età di 79 anni. Suo figlio Mahmud Muhtar Pascià fu anche un comandante di alto rango dell'esercito ottomano oltre che ministro della Marina nel governo di Ahmed Muhtar Pascià. Dopo la proclamazione della Repubblica di Turchia, il governo turco ha pubblicato un francobollo con la sua immagine per onorare la sua memoria.